# DR 3 (2018)
Il DR 3 del 2018 è un'autovettura di tipo Sport Utility Vehicle di segmento B commercializzato dalla casa automobilistica italiana DR Automobiles a partire dal 2018 dopo essere stato presentato al Motor Show di Bologna nel 2016. Questo veicolo rappresenta la terza generazione dell'automobile, nonché la prima generazione ad essere effettivamente immessa sul mercato. Dal 2022, in seguito ad un importante restyling, prende il nome di DR 3.0 allineandosi così al resto della gamma della casa.
Questo veicolo rappresenta il modello d'ingresso, sia per quanto riguarda i prezzi che per quanto riguarda le dimensioni della carrozzeria, della gamma di SUV della casa molisana. Per via della sua carrozzeria che ricorda quella di una utilitaria di segmento B, la casa definisce il Dr 3.0 come coupé SUV.

## Il contesto

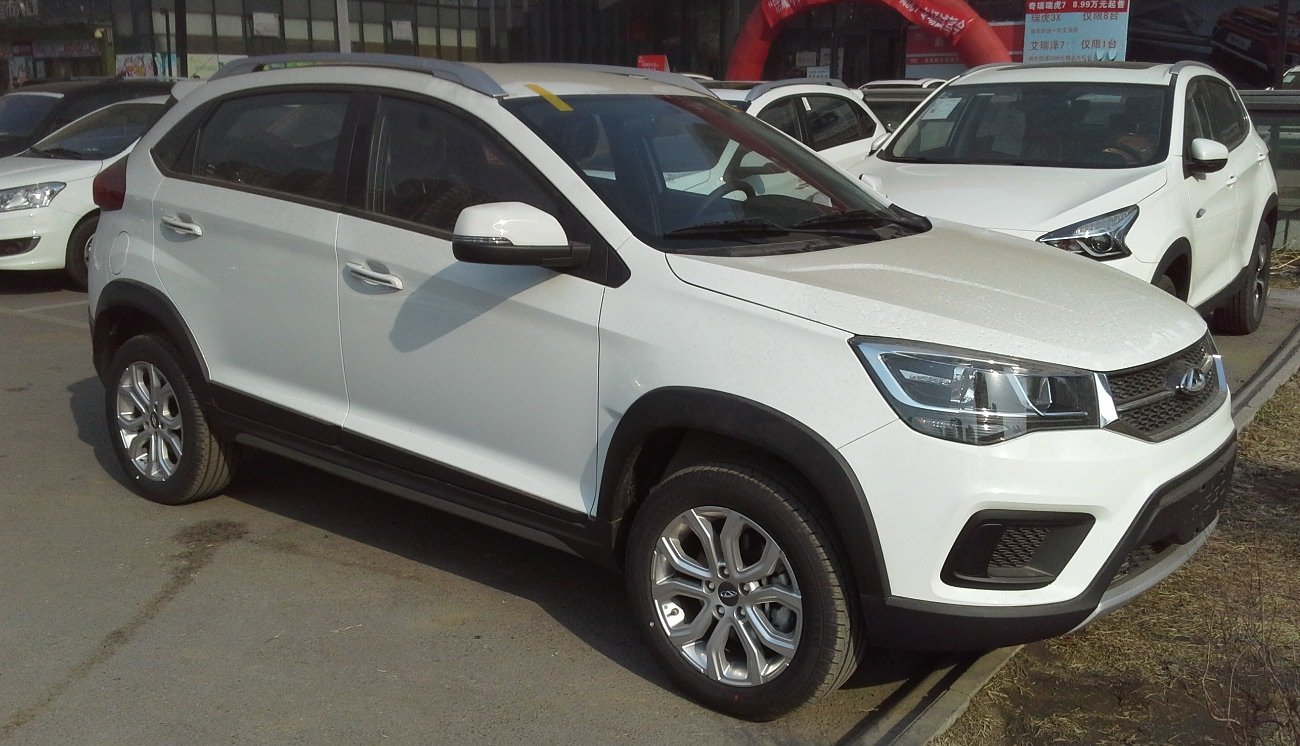
Il SUV di segmento B Chery Tiggo 3X (noto anche come Chery Tiggo 2 al di fuori dal mercato cinese) è la base del Dr 3

Dopo essere stato anticipato in un teaser pubblicato da Dr nel novembre 2016, il nuovo Dr 3 debutta al Motorshow di Bologna dello stesso anno. Il veicolo è importante per i piani di rilancio varati dal costruttore per via del prezzo basso e delle dimensioni compatte.
Deriva dal SUV cinese Chery Tiggo 3X e differisce dal veicolo originale per la calandra diversa (dotata del logo della casa molisana posto sul lato sinistro della calandra), per i loghi differenti, per l'assenza delle barre portatutto, per alcune personalizzazioni essenzialmente riguardanti i cerchi (alcuni di essi hanno un disegno specifico) e altre personalizzazioni (colori, sellerie). Nonostante venga pubblicizzato da Dr come coupé SUV, lo spazio all'interno dell'abitacolo rimane soddisfacente e il bagagliaio parte da un minimo di 420 dm3 per arrivare ad un massimo di 1000 dm3.
Il Dr 3 avrebbe dovuto debuttare sul mercato nel primo semestre 2017, ma il veicolo fa il suo ingresso sul mercato solo nel mese di gennaio dell'anno successivo, in un unico allestimento pressoché full optional.

## Motori e allestimenti
L'unico motore disponibile è un benzina aspirato 1.5 che eroga 78 kW e 106 CV, abbinato a un cambio manuale a 5 rapporti. Il veicolo è disponibile solo con la trazione anteriore. Come da prassi per la casa molisana, può essere abbinato a un impianto a GPL o a metano (quest'ultima opzione è stata disponibile fino alla metà del 2019): in tal caso la potenza scende a 72 kW/98 CV. Questo motore permette al veicolo di raggiungere la velocità massima di 175 km/h e di scattare da 0 a 100 km/h in 11,5 secondi. Il motore è prodotto da Acteco, la filiale di Chery incaricata alla produzione dei motori e delle trasmissioni, ed è omologato secondo le normative antinquinamento Euro 6.
Dal debutto è disponibile un solo allestimento, dotato di: 2 airbag, ABS, ESP, TPMS, cruise control, sistema multimediale da 8 pollici con navigatore e retrocamera, sensori di parcheggio, luci diurne e di posizione a LED, tetto apribile, climatizzatore manuale, sedili in misto tessuto-pelle, volante e leva del cambio in cuoio e cerchi in lega da 17 pollici. Gli unici optional disponibili sono: la vernice metallizzata o bicolore (quest'ultima implica l'aggiunta dei vetri oscurati) e i cerchi in lega da 18 pollici.

## Evoluzione
Nel 2020 avviene un leggero aggiornamento estetico, noto come S2, che rende il profilo della calandra di colore nero: di conseguenza arrivano alcune modifiche di dettaglio a colori (ora solo bicolore) e dotazioni. Rimane invariata la gamma di motorizzazioni, composta dal consueto 1.5 a benzina o bi-fuel benzina-GPL e incremento della potenza portando la potenza massima a 84 kW/116 CV.

### Il restyling: nasce la Dr 3.0

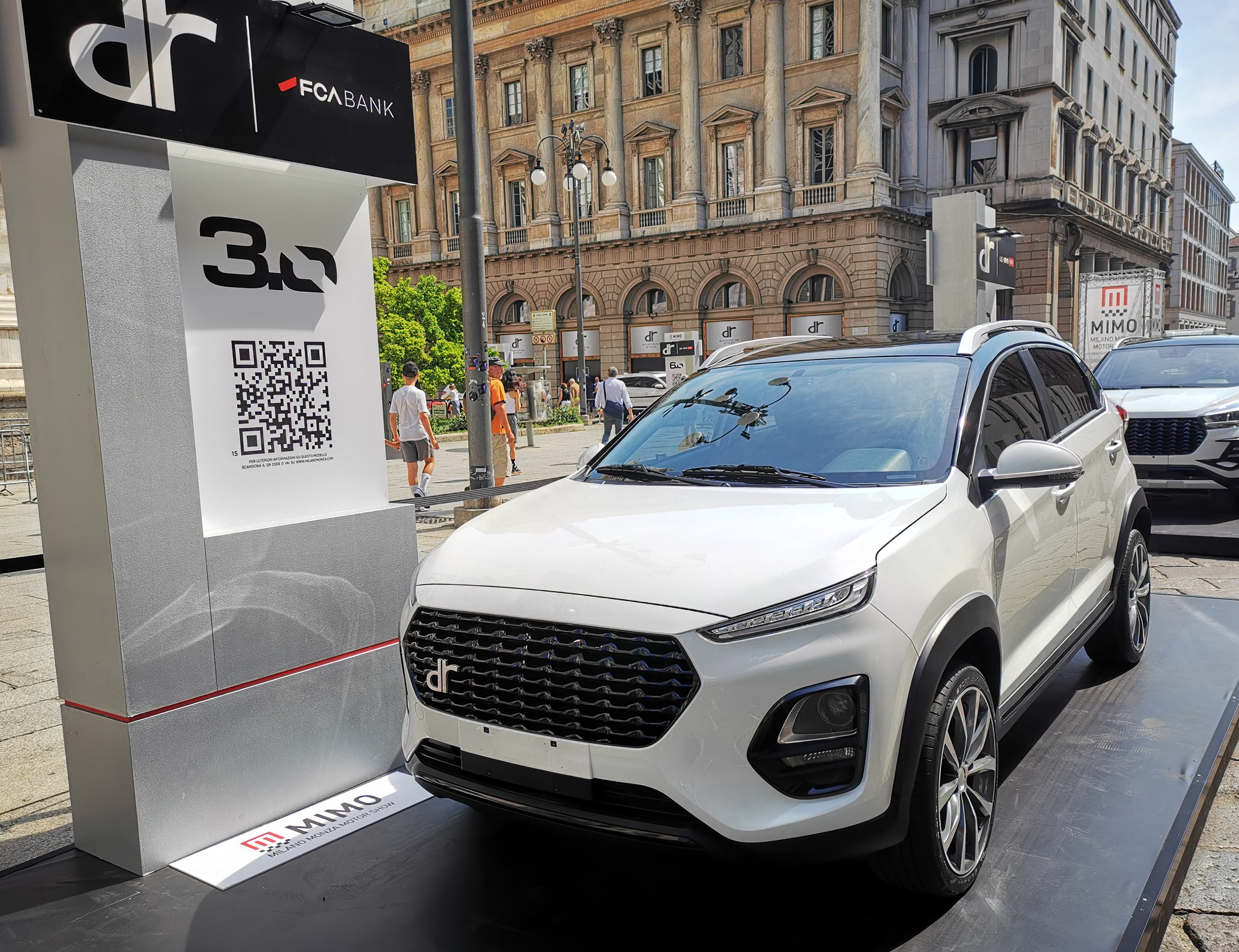
Il nuovo frontale del DR 3.0

Durante il Salone dell'Automobile di Milano - Monza del 2022 Dr svela l'aggiornamento di metà carriera del suo modello d'ingresso, il quale esordirà sul mercato nell'autunno dello stesso anno. Basato sulla Chery Tiggo 3X Plus (restyling lanciato nel 2020 dell'originaria Tiggo 3X), si differenzia da quest'ultima per alcuni dettagli (loghi, cerchi in lega e altre personalizzazioni).
Il frontale del Dr 3.0, ora più allineato al family feeling della casa, prevede ora dei fari sdoppiati (con luci diurne a LED superiormente e i gruppi ottici restanti inferiormente), una calandra di maggiori dimensioni e verniciata in nero lucido e dei ritocchi a paraurti e cofano. Nel posteriore, invece, cambiano il paraurti (dove si riduce in dimensioni la parte in nero opaco) e i gruppi ottici (ora bruniti). Negli interni invece si riscontra una plancia completamente ridisegnata e ammodernata (in cui risaltano il nuovo volante, la nuova strumentazione e il nuovo sistema multimediale da 9 pollici) ed un tunnel centrale più ampio e moderno.
Invariata la gamma di motori disponibili, composta sempre da un 1.5 benzina da 116 CV disponibile anche in versione bi-fuel benzina-GPL; per quanto riguarda i cambi, al manuale 5 marce ora si affianca un automatico CVT in grado di simulare 9 marce.
La vendita della nuova DR 3.0 inizia nel gennaio dell'anno successivo, inizialmente nelle sole versioni benzina e benzina-GPL con il cambio manuale; nel corso dell'anno è stata resa disponibile, sia in versione benzina che in versione bifuel, anche la versione automatica.

## Dr 3 EV

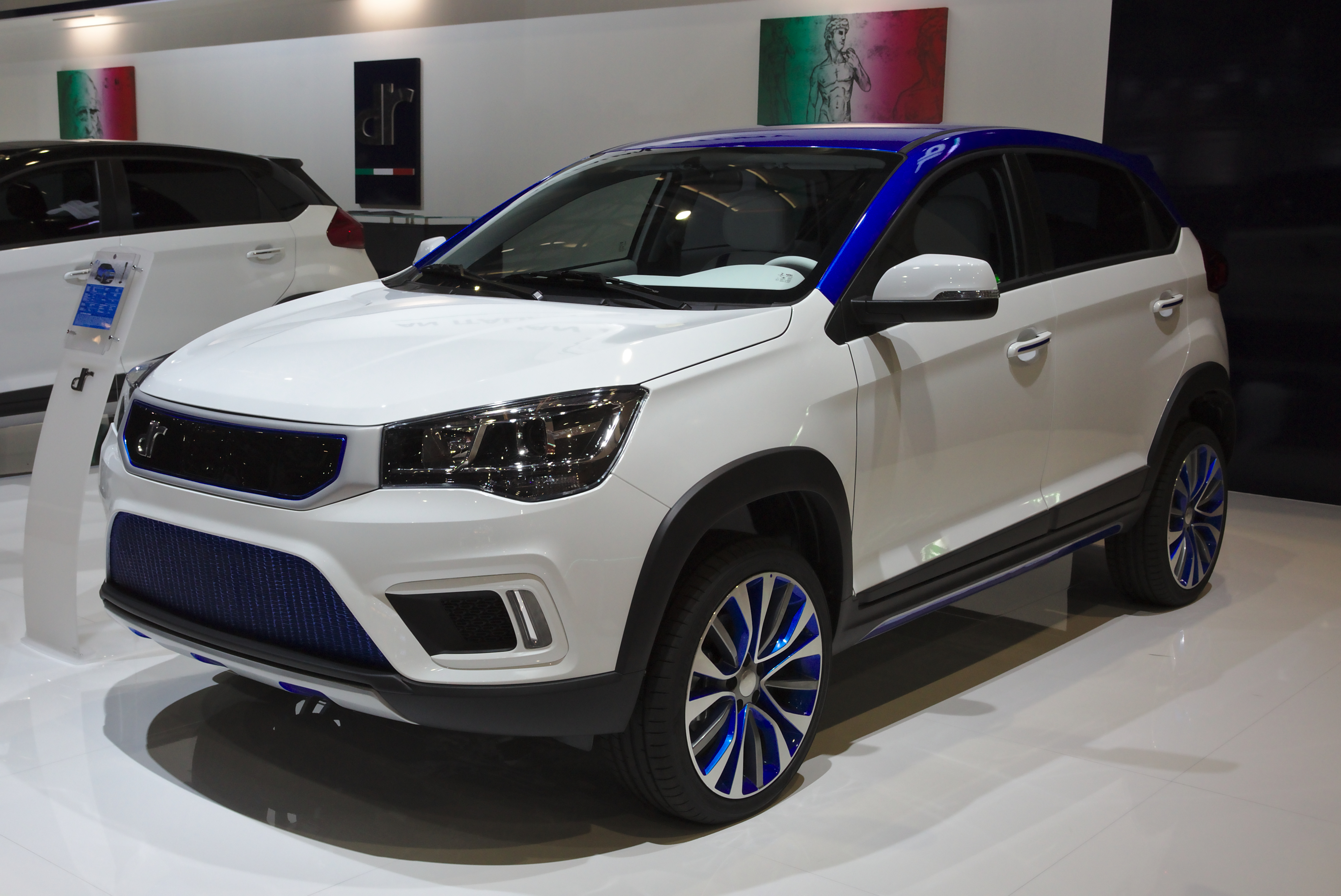
Una Dr3 EV al Salone dell'automobile di Ginevra del 2019

Al Salone dell'automobile di Ginevra del 2019 è stata presentata la versione elettrica del veicolo, il cui nome è Dr 3 EV. Questa versione della Dr 3, basata sulla Chery Tiggo 3xe (versione elettrica della Chery Tiggo 3x), differisce esteticamente dalla Dr 3 con motore a scoppio per la mascherina anteriore chiusa (che presenta anche una presa di ricarica al centro), per i loghi specifici e per l'assenza di tubi di scarico. Negli interni, invece, le differenze sono più marcate: la strumentazione viene rivisitata, i pedali sono due (sparisce la frizione) e la leva del cambio viene sostituita da un rotore che presenta tre posizioni: R, N e D (come un cambio automatico vero e proprio) al cui centro è presente il logo della casa molisana. Su questo modello è inoltre possibile scegliere, tramite un selettore, una guida più tranquilla (con la posizione ECO) o più sportiva (con la posizione SPORT). Per il resto, le dotazioni sono pressoché identiche a quelle del modello a benzina.
La vettura secondo la casa possiede una autonomia pari a 400 km nel ciclo NEDC ed è spinta da un motore elettrico sincrono a magneti permanenti erogante 122 cavalli di potenza e 276 Nm di coppia massima che trasferisce il moto sulle ruote anteriori, e le batterie sono agli ioni di litio ed hanno una capacità di 54,3 kWh. Il debutto di questo veicolo, previsto tra la fine del 2019 e l'inizio dell'anno seguente, non è avvenuto, lasciando quindi la Dr 3 EV allo stato di prototipo.